# Thunbergianthus
Thunbergianthus es un género plantas fanerógamas perteneciente a la familia Scrophulariaceae. Ahora clasificada dentro de la familia Orobanchaceae. Comprende 2 especies descritas.

## Taxonomía
El género fue descrito por Adolf Engler y publicado en Botanische Jahrbücher für Systematik, Pflanzengeschichte und Pflanzengeographie 23: 509. 1897.    La especie tipo es:  Thunbergianthus quintasii Engl.	

## Especies aceptadas
A continuación se brinda un listado de las especies del género Thunbergianthus  aceptadas hasta mayo de 2014, ordenadas alfabéticamente. Para cada una se indica el nombre binomial seguido del autor, abreviado según las convenciones y usos: 
- Thunbergianthus quintasii Engl.
- Thunbergianthus ruwenzoriensis R.D.Good